# 宇文冑
宇文 冑（うぶん ちゅう、生年不詳 - 580年）は、北周の皇族。邵国公。

## 経歴
邵景公宇文什肥（宇文顥の子）の子として生まれた。宇文什肥が高歓に殺害されると、宇文冑は東魏に捕らえられ、幼年で蠶室に下されて去勢された。570年（天和5年）、宇文冑は北斉から北周に帰国することができた。大将軍・開府儀同三司の位を受け、邵国公の爵位を嗣いだ。ほどなく宗師中大夫に任じられた。原州刺史として出向し、滎州刺史に転じた。580年（大象2年）、楊堅が政権を握ると、宇文冑は尉遅迥の乱に呼応して滎州で挙兵した。清河公楊素と戦って敗れ、石済で捕らえられて斬られた。邵国の封を除かれた。

## 伝記資料
- 『周書』巻10 列伝第2
- 『北史』巻57 列伝第45